# Drosophila fima
Drosophila fima är en tvåvingeart som beskrevs av Burla 1954. Drosophila fima ingår i släktet Drosophila och familjen daggflugor.
Artens utbredningsområde är Centralafrika.